# Soma de Riemann

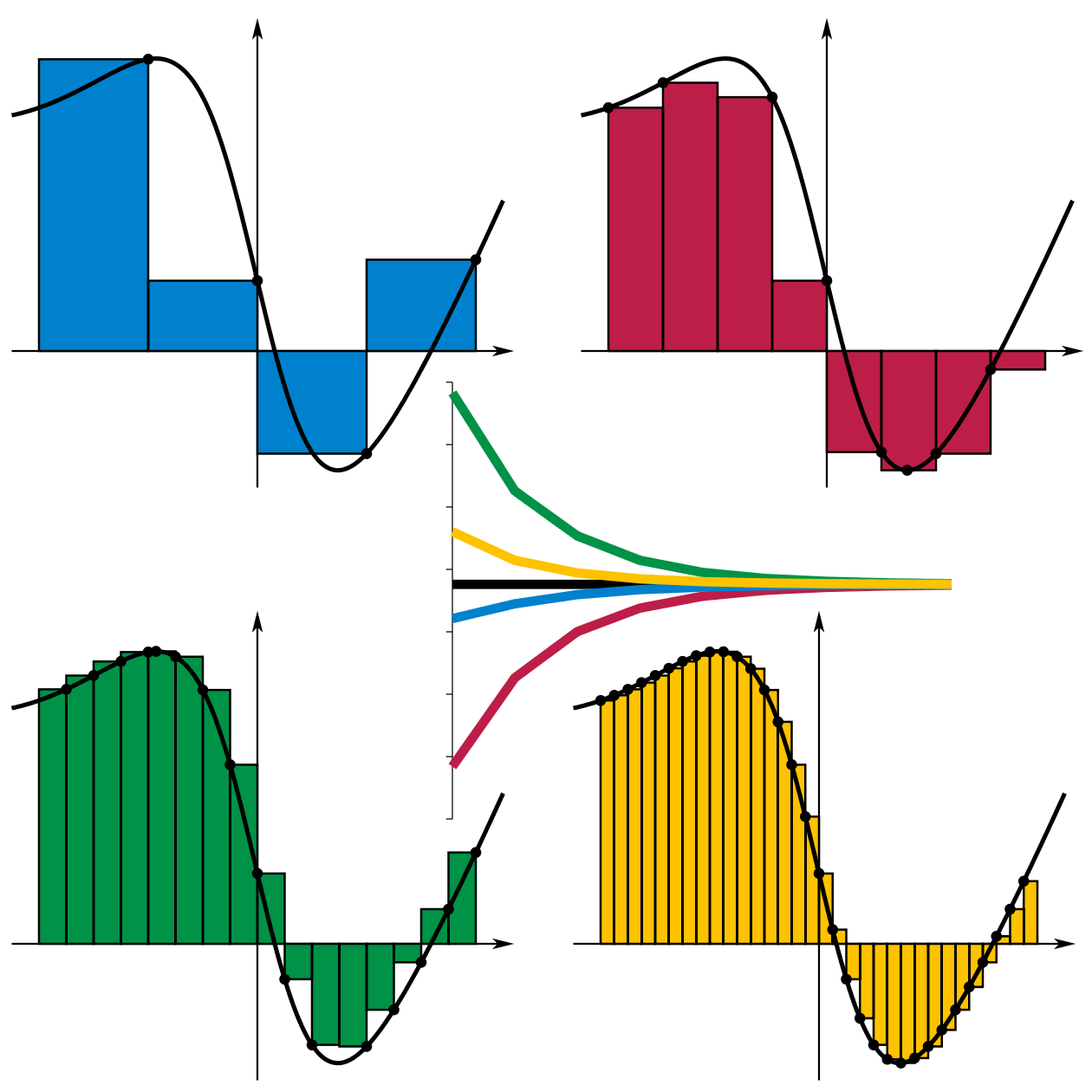
Quatro dos métodos do somatório de Riemann para aproximação da área sob curvas. Métodos à direita e à esquerda fazem a aproximação usando os pontos finais à direita e à esquerda de cada subintervalo, respectivamente. Métodos máximo e mínimo fazem a aproximação usando o maior e menor valores de pontos finais de cada subintervalo, respectivamente. Os valores das somas convergem como os subintervalos da metade superior à esquerda a baixo à direita.

Na matemática, a soma de Riemann é uma aproximação obtida pela expressão {\displaystyle \sum _{i=1}^{n}f(x_{i}^{*})\cdot \Delta x}.
É nomeada em homenagem ao matemático alemão Bernhard Riemann. Uma aplicação muito comum é a aproximação da área de funções ou linhas em um gráfico, mas também o comprimento das curvas e outras aproximações.
A soma é dada pela divisão da região a ser calculada em formas (retângulos, trapézios, parábolas ou cubos) que juntos formam uma região que é similar àquela a ser medida, então calcula-se a área de cada uma das formas, e finalmente soma-se todas essas áreas menores juntas.  Essa abordagem pode ser usada para encontrar uma aproximação numérica para a integral definida mesmo se o teorema fundamental do cálculo não ajudar a encontrar uma forma fechada.
Tendo em vista que a região preenchida pelas formas menores geralmente não corresponde a exata forma da região a ser medida, a Soma de Riemann será diferente desta. Esse erro pode ser reduzido se a região for mais dividida, usando formas cada vez menores. Ao passo que as formas ficam menores, a soma se aproxima a Integral de Riemann.
Normalmente a Soma de Riemann tem uma aplicação ótima para funções polinomiais ou algébricas, o que significa que é possível precisar o valor exato do limite da soma com facilidade. Porém, para funções ditas transcendentes o cálculo da integral definida é não trivial por Riemann, ocorrendo ele comumente pela formação de retângulos de forma análoga ao método da exaustão.

## Definição
Considere f:D → R sendo uma função definida do subconjunto D, de números reais, R. Tome I = [a, b] como um intervalo fechado contido em D, e
{\displaystyle P=[x_{0},x_{1}],[x_{1},x_{2}],...,[x_{n-1},x_{n}],}
sendo uma partição de I, onde 
{\displaystyle a=x_{0}<x_{1}<x_{2}<...<x_{n}=b.}
Uma soma de Riemann de f sobre I com a partição P é definida como
{\displaystyle S=\sum _{i\mathop {=} 1}^{n}f(x_{i}^{*})(x_{i}-x_{i-1}),x_{i-1}\leq x_{i}^{*}\leq x_{i}.}
Atenção no uso de “uma” ao invés de “a” em referência a soma de Riemann. Isso ocorre pelo fato que a escolha de {\displaystyle x_{i}^{*}}  no intervalo {\displaystyle [x_{i-1},x_{i}]}  é arbitrária, dado o fato que
qualquer função f definida em um intervalo I e na partição fixada P, pode
produzir uma soma de Riemann diferente em decorrência de qual {\displaystyle x_{i}^{*}} foi escolhido, desde que {\displaystyle x_{i-1}\leq x_{i}^{*}\leq x_{i}} se mantenha verdadeiro.
Exemplo: Escolhas específicas de {\displaystyle x_{i}^{*}} nos dão diferentes tipos de soma de Riemann:
- Se {\displaystyle x_{i}^{*}=x_{i-1}} para todo i, então S é chamado de Soma de Riemann à Esquerda;
- Se {\displaystyle x_{i}^{*}=x_{i}} para todo i, então  S é chamado de Soma de Riemann à Direita;
- Se {\displaystyle x_{i}^{*}={\frac {1}{2}}(x_{i}+x_{i-1})} para todo i, então é S é chamado de Soma de Riemann Média.
- A média entre a Soma à Esquerda e a Soma à Direita é chamada de Soma Trapezoidal.
- Se é dado que                                                                                                                                                                                                                          {\displaystyle S=\sum _{i\mathop {=} 1}^{n}v_{i}(x_{i}-x_{i-1}),}                                                                                                                                                                                                                               onde {\displaystyle v_{i}} é o supremo de f sobre {\displaystyle [x_{i-1},x_{i}]} , então S é definido como uma Soma de Riemann Superior;
- De forma semelhante, se {\displaystyle v_{i}} é o ínfimo de f sobre {\displaystyle [x_{i-1},x_{i}]} , então S é definido como uma Soma de Riemann Inferior.

Qualquer soma de Riemann em dada partição (isto é, qualquer soma obtida
pela escolha de {\displaystyle x_{i}^{*}} entre {\displaystyle x_{i-1}} e {\displaystyle x_{i}} ) está entre as somas de Riemann superior e a inferior. Uma função é
definida como integrável por Riemann se a soma inferior e superior forem se
aproximando conforme a partição se afina. Este fato pode ser também usado para
a integração numérica.

## Método

Soma de Riemann à Esquerda

Soma de Riemann à Direita

Os quatro métodos de Riemann para a soma são geralmente melhor usados com partições de tamanhos equivalentes. O intervalo [a, b] é, portanto, dividido em n subintervalos, de comprimento
{\displaystyle \Delta x={b-a \over n}.}   Os pontos na partição serão então {\displaystyle a,a+\Delta x,a+2\Delta x,...,a+(n-2)\Delta x,a+(n-1)\Delta x,b.}

### Soma de Riemann à Esquerda
Para a Soma de Riemann à Esquerda, aproxima-se a função pelo seu valor no ponto final à esquerda, dando múltiplos retângulos com base Δx e altura f(a+iΔx). Tomando para i = 0, 1, ... n-1, e adicionando as áreas resultantes temos  
{\displaystyle \Delta x{}[f(a)+f(a+\Delta x)+f(a+2\Delta x)+...+f(b-\Delta x)].}
 A soma de Riemann à esquerda resulta em uma superestimação se f está monotonicamente decrescendo nesse intervalo, e em uma subestimação se f está monotonicamente crescendo.

### Soma de Riemann à Direita

Soma de Riemann Regra Trapezoidal

Nessa soma, aproxima-se f de seu valor no ponto final à direita. São gerados, então, múltiplos retângulos de base Δx e altura f(a+Δx). Tomando para i – 1 , ..., n e adicionando as áreas resultantes se produz
{\displaystyle \Delta x{}[f(a+\Delta x)+f(a+2\Delta x)+...+f(b)].}  

Soma de Riemann Média

A soma de Riemann à direita resulta em uma subestimação se f está monotonicamente decrescendo, e uma superestimação se f está 
monotonicamente crescendo. O erro na fórmula será
{\displaystyle \left|\int _{a}^{b}f(x)dx-A_{direita}\right|\leq {\frac {M_{1}(b-a)^{2}}{2n}},}
 onde {\displaystyle M_{1}} é o valor máximo do valor absoluto de {\displaystyle f'(x)} nesse intervalo.

### Soma Média
Aproximando f no ponto médio dos intervalos expressam f(a+Δx/2) para o primeiro intervalo, para o próximo temos f(a+3Δx/2), e assim por diante até f(b-Δx/2). Somando as áreas temos
{\displaystyle \Delta x[f(a+{\frac {\Delta x}{2}})+f(a+{\frac {3\Delta x}{2}})+...+f(b-{\frac {\Delta x}{2}})].}  
O erro dessa formula será
{\displaystyle \left|\int _{a}^{b}f(x)dx-A_{media}\right|\leq {\frac {M_{2}(b-a)^{3}}{24n^{2}}},}
onde {\displaystyle M_{2}} é o valor máximo do valor absoluto de {\displaystyle f''(x)} nesse intervalo.

### Regra Trapezoidal
Nesse caso, os valores da função f no intervalo são aproximados pela média dos valores nos pontos finais da direita e da esquerda. Dessa mesma maneira, um simples cálculo usando a formula da área
{\displaystyle A={\frac {1}{2}}h(b_{1}+b_{2})}
 para um trapézio de lados paralelos b1, b2 e altura h produz
{\displaystyle {\frac {1}{2}}\Delta x[f(a)+2f(a+\Delta x)+2f(a+2\Delta x)+2f(a+3\Delta x)+...+2f(b-\Delta x)+f(b)].}
O erro dessa fórmula será
{\displaystyle \left|\int _{a}^{b}f(x)dx-A_{trap}\right|\leq {\frac {M_{2}(b-a)^{3}}{12n^{2}}},}
 onde {\displaystyle M_{2}} é o valor máximo do valor absoluto de {\displaystyle f''(x).}
 A aproximação obtida com a regra do trapézio para a função é o mesmo que a média da somas esquerdas e direitas dessa função.

## Exemplo

O valor da Soma de Riemann sob a curva y=x² de 0 à 2. Conforme o número de retangulos aumenta, aproxima-se da área exata de 8/3

Tomado um exemplo, a área sob a curva de y=x2 entre 0 e 2 pode ser processualmente computada usando o método de Riemann.
O intervalo [0,2] é primeiramente dividido em n subintervalos, cada um deles com comprimento de {\displaystyle {\frac {2}{n}}} ; esse é o comprimento dos retângulos de Riemann (a seguir chamadas “caixas”). Já que será usada a soma de Riemann à direita, a sequência de coordenadas x para as caixas será {\displaystyle x_{1},x_{2},...,x_{n}}. Dessa forma, a sequência de alturas das caixas será {\displaystyle x_{1}^{2},x_{2}^{2},...,x_{n}^{2}}. É um fato importante que {\displaystyle x_{i}={\frac {2i}{n}}} e {\displaystyle x_{n}=2}. 
A área de cada caixa será {\displaystyle {\frac {2}{n}}\times x_{i}^{2}} e sendo assim a soma de Riemann à direita será: 
{\displaystyle {\begin{matrix}S&=&{\frac {2}{n}}\times \left({\frac {2}{n}}\right)^{2}+...+{\frac {2}{n}}\times \left({\frac {2i}{n}}\right)^{2}+...+{\frac {2}{n}}\times \left({\frac {2n}{n}}\right)^{2}\\&=&{\frac {8}{n^{3}}}(1+...+i^{2}+...n^{2})\\&=&{\frac {8}{n^{3}}}\left({\frac {n(n+1)(2n+1)}{6}}\right)\\&=&{\frac {8}{n^{3}}}\left({\frac {2n^{3}+3n^{2}+n}{6}}\right)\\&=&{\frac {8}{3}}+{\frac {4}{n}}+{\frac {4}{3n^{2}}}\end{matrix}}}

Se o limite é visualizado como  n → ∞, pode-se concluir que a aproximação alcança o valor real da área  sob a curva ao passo que o número de caixas aumenta. 
Consequentemente:
{\displaystyle \lim _{n\to \infty }S=\lim _{n\to \infty }\left({\frac {8}{3}}+{\frac {4}{n}}+{\frac {4}{3n^{2}}}\right)={\frac {8}{3}}} .
Esse método concorda com a integral definida tal qual calculada nos modos mais mecânicos:
{\displaystyle \int _{0}^{2}x^{2}dx={\frac {8}{3}}}

## Animações

Soma de Riemann à Esquerda

Soma de Riemann à Direita

Soma de Riemann Média

Soma de Riemann para y=x²